# Coroideremia
La coroideremia es una enfermedad ocular hereditaria que se manifiesta por disminución progresiva de la visión que afecta a ambos ojos y comienza a hacer acto de presencia en la primera o segunda década de la vida. Se caracteriza por afectación de dos de las estructuras más importantes del ojo, la coroides y la retina.

## Historia
El médico Ludwig Mauthner (1840-1894) realizó la primera descripción en el año 1872, y separó esta entidad de la retinosis pigmentaria con la que con frecuencia se confunde, la llamó coroideremia, creyendo que se producía inexistencia de coroides. Posteriormente se aclaró que se trataba de un trastorno progresivo y se definió con otros nombres, como atrofia coroidal progresiva o distrofia progresiva tapetocoroidal.

## Frecuencia
El trastorno es poco frecuente, se estima que existe un caso por cada entre 50.000 y 100.000 personas.

## Genética
Tiene origen genético y transmisión recesiva ligada al cromosoma X. Está causada por una mutación en el gen CHM , el cual se encuentra en el cromosoma X y codifica la proteína REP-1. Las mutaciones en este gen provocan por mecanismos bioquímicos la muerte celular. Debido a que el gen mutado se encuentra en el cromosoma X, la enfermedad afecta únicamente a hombres, las mujeres pueden ser portadoras y trasmitir el mal a sus hijos, pero no muestran ninguna alteración ocular. Excepcionalmente puede presentarse la enfermedad en personas del sexo femenino, si tienen el gen anómalo en cada uno de sus dos cromosomas X, por haber heredado uno de ellos del padre, y otro de la madre.

## Síntomas
Los síntomas iniciales consisten en visión nocturna deficiente (nictalopia), posteriormente el campo visual disminuye de forma progresiva y concéntrica. También es habitual la existencia de zonas ciegas o escotomas. Después de varios años de evolución se alcanza la llamada visión de túnel, que consiste en que únicamente permanece la visión central, perdiéndose toda la capacidad de distinguir lo que está situado en la periferia. Finalmente, dependiendo de la persona, pues cada caso es diferente, puede llegarse a la fase final en la que existe una ceguera completa.